# Лепідозаври
Лепідозаври (Lepidosauria) — підклас плазунів з перекритими лусками. Етимологія: грец. λεπισ — луска, грец. σαύρος — ящірка. Підклас поділяється на два ряди: Лускаті (Squamata) та Дзьобоголові (Sphenodontia). Підклас лепідозаврів налічує близько 4470 видів ящірок, близько 2920 видів змій, а також гатерію як ізольований рід клади Lepidosauria. З'явилися в тріасовому періоді.

## Примітки

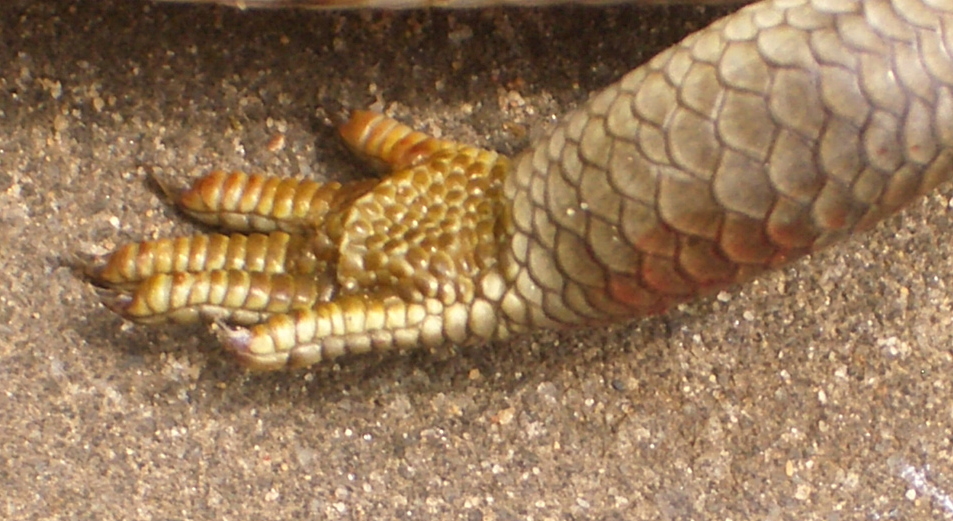
Кінцівка скінка, на якій видно луски, що покривають одна одну